# 长瓣穗花报春
长瓣穗花报春（学名：Primula gracilenta），为报春花科报春花属下的一个种。

## 扩展阅读
維基物種上的相關：长瓣穗花报春